# Иберзе (Кимгау)
Иберзе (њем. Übersee) општина је у њемачкој савезној држави Баварска. Једно је од 35 општинских средишта округа Траунштајн. Према процјени из 2010. у општини је живјело 4.865 становника. Посједује регионалну шифру (AGS) 9189159.

## Географски и демографски подаци
Иберзе се налази у савезној држави Баварска у округу Траунштајн. Општина се налази на надморској висини од 525 метара. Површина општине износи 30,5 km². У самом мјесту је, према процјени из 2010. године, живјело 4.865 становника. Просјечна густина становништва износи 159 становника/km².